# Villabasta de Valdavia
Villabasta de Valdavia ist ein Ort und eine nordspanische Gemeinde (municipio) mit 33 Einwohnern (Stand: 2024) in der Provinz Palencia der Autonomen Gemeinschaft Kastilien-León.

## Lage und Klima
Villabasta de Valdavia liegt in der altkastilischen Meseta in einer Höhe von ca. 920 m. Die Provinzhauptstadt Palencia befindet sich gut 60 km (Fahrtstrecke) südlich. Das Klima im Winter ist kühl, im Sommer dagegen trotz der Höhenlage gemäßigt bis warm; Niederschläge (ca. 618 mm/Jahr) fallen überwiegend im Winterhalbjahr.

## Bevölkerungsentwicklung
| Jahr      | 1970 | 1981 | 1991 | 2001 | 2011 | 2021 |
| Einwohner | 79   | 60   | 49   | 40   | 34   | 32   |

## Sehenswürdigkeiten

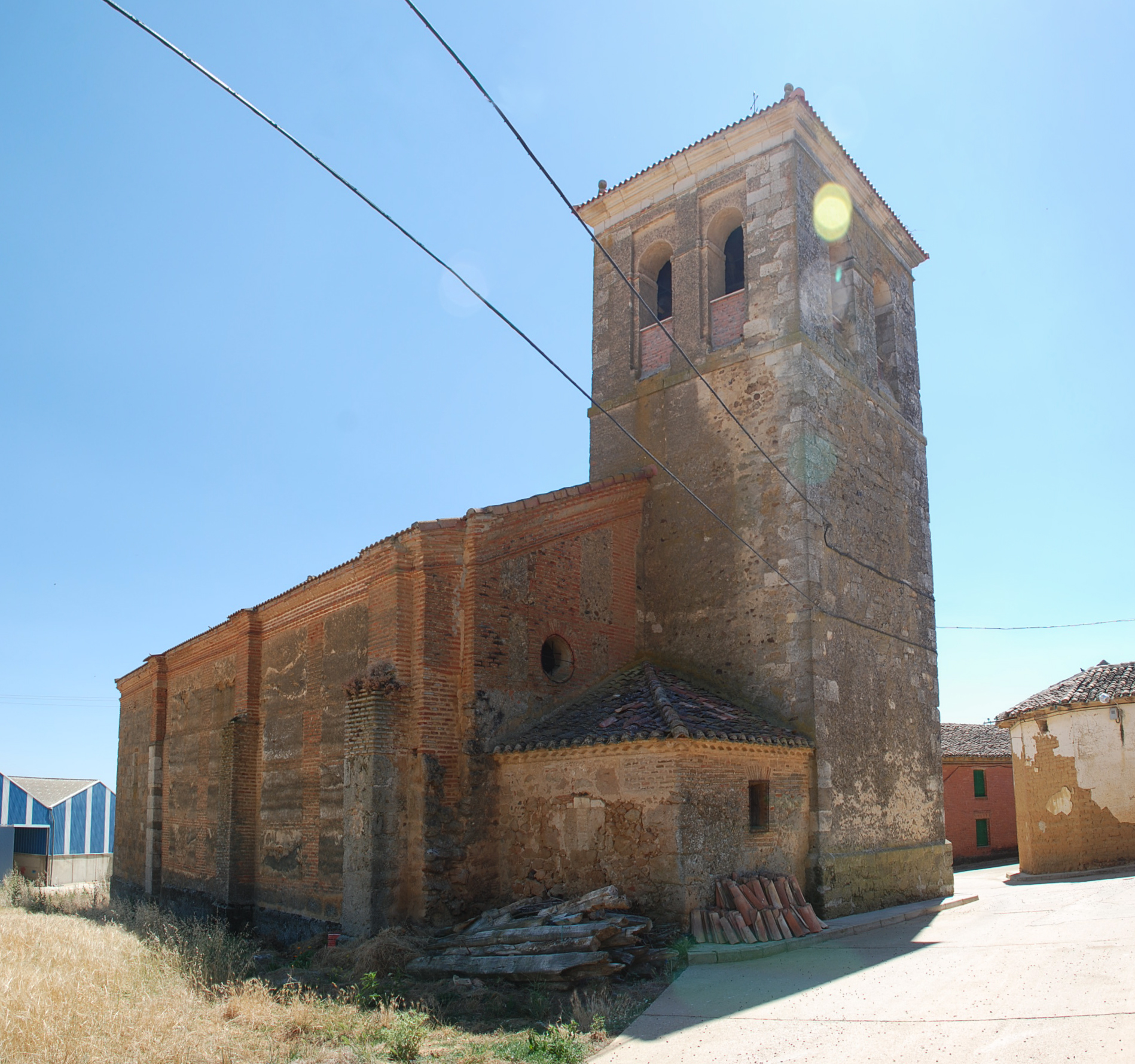
Vinzenzkirche
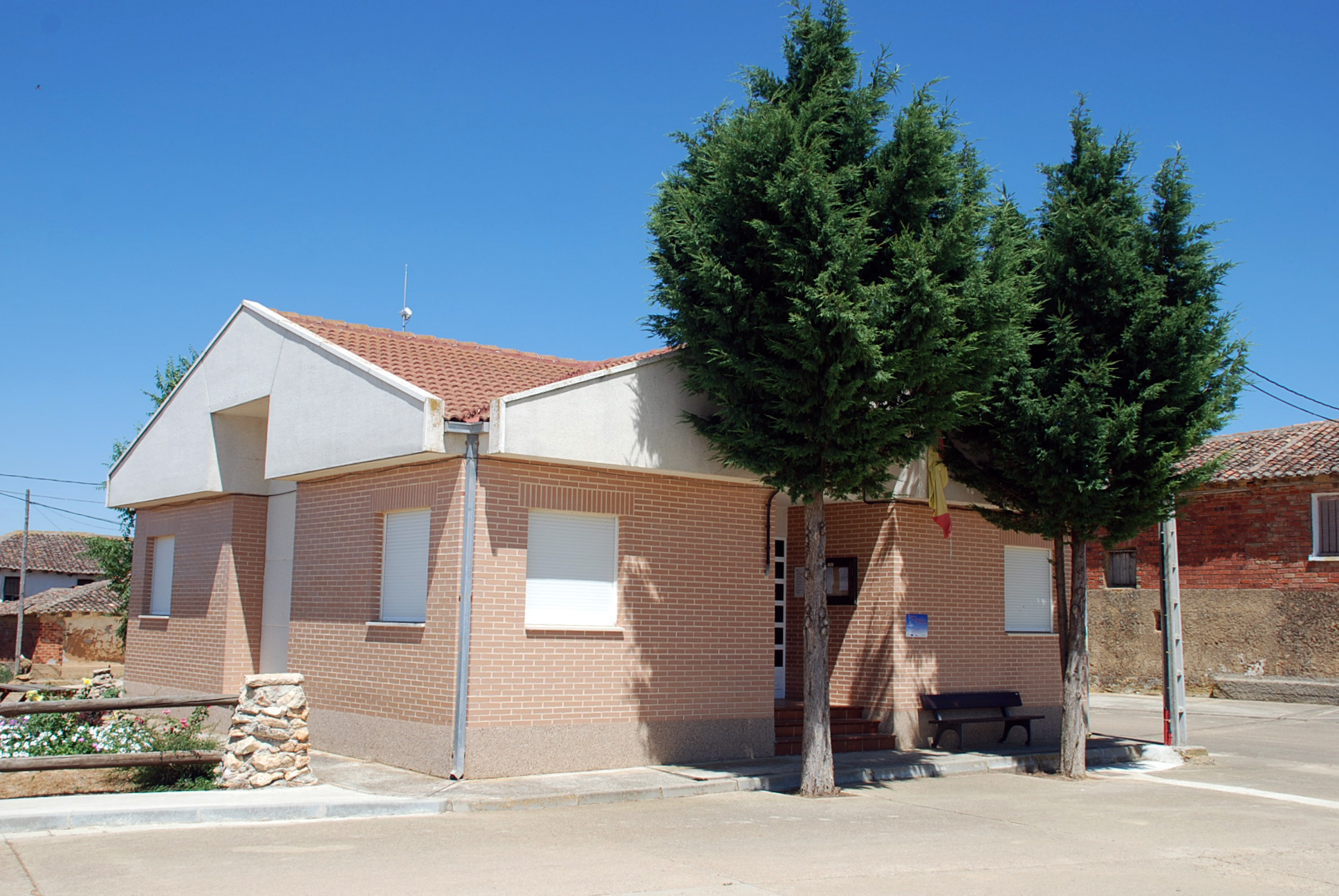
Marienkapelle

- Vinzenzkirche
- Rathaus